# Lijst van voetbalinterlands Nederland - Zweden (vrouwen)
Deze lijst van voetbalinterlands is een overzicht van alle voetbalwedstrijden tussen de nationale vrouwenteams van Nederland en Zweden. Nederland en Zweden hebben 23 keer tegen elkaar gespeeld. De eerste wedstrijd was op 23 juli 1979 in Rimini. 

## Wedstrijden
| №  | Plaats       | Datum             | Competitie                          | Wedstrijd          | Uitslag |
| -- | ------------ | ----------------- | ----------------------------------- | ------------------ | ------- |
| 1  | Rimini       | 23 juli 1979      | Vriendschappelijk                   | Zweden − Nederland | 1 − 1   |
| 2  | Zweeloo      | 25 april 1981     | Vriendschappelijk                   | Nederland − Zweden | 2 − 1   |
| 3  | Borås        | 26 september 1981 | Vriendschappelijk                   | Zweden − Nederland | 7 − 0   |
| 4  | Helsingborg  | 11 juni 1985      | EK 1987 kwalificatie                | Zweden − Nederland | 2 − 0   |
| 5  | Hoogeveen    | 18 oktober 1986   | EK 1987 kwalificatie                | Nederland − Zweden | 2 − 0   |
| 6  | Linköping    | 30 augustus 1987  | EK 1989 kwalificatie                | Zweden − Nederland | 0 − 0   |
| 7  | Valkenswaard | 1 oktober 1988    | EK 1989 kwalificatie                | Nederland − Zweden | 1 − 0   |
| 8  | Borås        | 9 oktober 1991    | Vriendschappelijk                   | Zweden − Nederland | 3 − 1   |
| 9  | Vlaardingen  | 22 april 1992     | Vriendschappelijk                   | Nederland − Zweden | 2 − 1   |
| 10 | Olhão        | 16 maart 1995     | Vriendschappelijk                   | Zweden − Nederland | 2 − 1   |
| 11 | Faro         | 10 maart 1997     | Vriendschappelijk                   | Zweden − Nederland | 4 − 0   |
| 12 | Zeist        | 11 juni 1997      | Vriendschappelijk                   | Nederland − Zweden | 0 − 0   |
| 13 | Albufeira    | 19 maart 1998     | Vriendschappelijk                   | Zweden − Nederland | 1 − 0   |
| 14 | Vålberg      | 29 april 2000     | EK 2001 kwalificatie                | Zweden − Nederland | 1 − 1   |
| 15 | Rotterdam    | 17 mei 2000       | EK 2001 kwalificatie                | Nederland − Zweden | 0 − 3   |
| 16 | Trelleborg   | 3 mei 2005        | Vriendschappelijk                   | Zweden − Nederland | 2 − 0   |
| 17 | Göteborg     | 15 september 2012 | Vriendschappelijk                   | Zweden − Nederland | 2 − 1   |
| 18 | Toronto      | 30 mei 2015       | Vriendschappelijk                   | Zweden − Nederland | 2 − 1   |
| 19 | Rotterdam    | 9 maart 2016      | Olympisch kwalificatietoernooi 2016 | Nederland − Zweden | 1 − 1   |
| 20 | Lagos        | 6 maart 2017      | Vriendschappelijk                   | Zweden − Nederland | 0 − 1   |
| 21 | Doetinchem   | 29 juli 2017      | EK 2017                             | Nederland − Zweden | 2 − 0   |
| 22 | Lyon         | 3 juli 2019       | WK 2019                             | Nederland − Zweden | 1 − 0   |
| 23 | Sheffield    | 9 juli 2022       | EK 2022                             | Nederland − Zweden | 1 − 1   |

## Samenvatting
| Competitie                     | Totaal gespeeld | Winst Nederland | Gelijk | Winst Zweden | Doelsaldo Nederland – Zweden |
| ------------------------------ | --------------- | --------------- | ------ | ------------ | ---------------------------- |
| WK-eindronde                   | 1               | 1               | 0      | 0            | 1 − 0                        |
| EK-eindronde                   | 2               | 1               | 1      | 0            | 3 − 1                        |
| EK-kwalificatie                | 6               | 2               | 2      | 2            | 4 − 6                        |
| Olympisch kwalificatietoernooi | 1               | 0               | 1      | 0            | 1 − 1                        |
| Vriendschappelijk              | 13              | 3               | 2      | 8            | 10 − 26                      |
| Totaal                         | 23              | 7               | 6      | 10           | 19 − 34                      |